# Долго-Сабуров, Борис Алексеевич
Бори́с Алексе́евич Долго-Сабу́ров (1900—1960) — советский анатом, доктор медицинских наук (1935), профессор (1939), член-корреспондент Академии медицинских наук СССР (1945), генерал-майор медицинской службы (1946).

## Биография
Родился 11 (24) ноября 1900 года в Костроме в семье фельдшера.
Учился во 2-й мужской гимназии, после Октябрьской революции преобразованной в трудовую школу. По окончании учёбы в 1919 году призван в Красную армию и назначен в 656-й запасной полевой госпиталь Восточного фронта. В 1920 году командирован для дальнейшего обучения на медицинский факультет Костромского университета, где начал заниматься анатомией под руководством Бориса Мариановича Славочинского. В 1921 году переведён на медицинский факультет Петроградского университета, а с 1922 года начал занятия на кафедре нормальной анатомии Военно-медицинской академии под руководством В. Н. Тонкова.
В 1925 году окончил Военно-медицинскую академию, после чего работал ординатором Ленинградского окружного клинического военного госпиталя им. З. П. Соловьёва и одновременно занимался научной работой на кафедре нормальной анатомии и на кафедре оперативной хирургии и топографической анатомии под руководством В. Н. Шевкуненко. К осени 1926 года работал врачом школы лётчиков-наблюдателей имени К. Е. Ворошилова, в это время принят по конкурсу внештатным ассистентом, а в марте 1927 стал штатным ассистентом кафедры нормальной анатомии Военно-медицинской академии.
Осенью 1927 года поступил в аспирантуру в отделе анатомии Научного института им. П. Ф. Лесгафта под руководством А. А. Красуской. По окончании аспирантуры до 1933 года работал по совместительству старшим научным сотрудником анатомической лаборатории этого института.
В 1930 году занял должность старшего преподавателя кафедры нормальной анатомии Военно-медицинской академии. В 1933 году начал работу по совместительству старшим научным сотрудником отделения морфологии человека Всесоюзного института экспериментальной медицины. 14 февраля 1935 года защитил докторскую диссертацию «Коллатеральное кровообращение и потенциальные свойства артерий». В том же году получил звание доцента и продолжал работу на кафедре нормальной анатомии Военно-медицинской академии до 1940 года.
В 1937 году был приглашён по совместительству на кафедру нормальной анатомии в 3-м Ленинградском медицинском институте. В 1938 году вступил в ряды ВКП(б). Когда в 1940 году на базе 3-го ЛМИ была создана Военно-морская медицинская академия, Долго-Сабуров возглавил в ней кафедру нормальной анатомии. К 1941 году он стал заместителем начальника академии, в начале Великой Отечественной войны занимался организацией эвакуации академии из блокадного Ленинграда в Киров и возобновлением учебного процесса.
В 1950 году был приглашён на должность заведующего кафедрой нормальной анатомии Военно-медицинской академии, которую занимал до конца жизни.
Умер 24 апреля 1960 года после продолжительной тяжёлой болезни в Ленинграде. Похоронен на Богословском кладбище.

## Научная деятельность
Автор более 100 научных работ по проблемам функциональной морфологии. Научный руководитель 20 кандидатских и докторских диссертаций. Руководил созданием уникальной краниологической коллекции из 4527 черепов, собранных с февраля 1942 по июнь 1944 года.
Член-корреспондент Академии медицинских наук СССР с 1945 года. С 1946 года руководитель Ленинградского отделения Всесоюзного научного общества анатомов, гистологов и эмбриологов (ВНОГАТЭ), с 1958 года заместитель председателя ВНОГАТЭ.
Входил в редколлегию швейцарского научного журнала «Acta medica». Был редактором редотдела «Патология и морфология» 2-го издания «Большой медицинской энциклопедии», постоянным рецензентом Высшей аттестационной комиссии и членом рецензионного бюро Ленинградского отделения государственного издательства медицинской литературы («Ленмедгиз»). С конца 1954 года был главным редактором научного журнала «Архив анатомии, гистологии и эмбриологии».

Могила Долго-Сабурова на Богословском кладбище Санкт-Петербурга.

## Награды
- Орден Красной Звезды (1941).
- Орден Красного Знамени (3 ноября 1944) — за долгосрочную и безупречную службу.
- Орден Трудового Красного Знамени (8 июля 1945).
- Орден Ленина (30 апреля 1947).
- Орден Красного Знамени (19 ноября 1951).
- Медали, в том числе:
  - «За победу над Германией» (2 ноября 1945)[4][10].